# Deus Ex: Human Revolution
Deus Ex: Human Revolution, även känt som Deus Ex 3, är ett datorspel utvecklat av Eidos Montreal. Spelet gavs ut under augusti 2011 av Square Enix för konsolerna Playstation 3, Xbox 360 och Microsoft Windows. Det är det tredje spelet i Deus Ex-serien. I mars 2010 släpptes en trailer på spelet där det officiella namnet visade sig vara Deus Ex: Human Revolution istället för det tidigare arbetsnamnet Deus Ex 3.
Spelet utspelar sig år 2027, 25 år före händelserna i Deus Ex, i en tid då mordiska multinationalister har utvecklat sin verksamhet utanför nationella regeringars ögon och öron. Spelaren tar rollen som Adam Jensen, en nyanställd chef för en säkerhetsstyrka för Sarif Industries, ett biotekniksföretag som specialiserar sig på cybernetik. Efter att ha genomgått ett stort sabotage av Sarifs huvudkontor i Detroit och andra FoU-anläggningar måste den dödligt sårade Jensen genomgå ett flertal operationer för att kunna överleva. Han måste därmed ersätta stora delar av sin kropp med avancerade proteser. När han återgår till arbetet blir han jagad av myndigheterna som letar efter dem som är ansvariga för de stora sabotagen.

## Gameplay
Spelet är baserat enbart på ett singleplayerläge och kombineras som i de två första Deus Ex-spelen av en nivå-baserad förstapersonsskjutare med rollbaserade aspekter i ett futuristiskt scenario. 

## Kampanj

### Bakgrund
Deus Ex: Human Revolution är ett cyberpunk-inspirerat rollspel som äger rum år 2027, 25 år innan händelserna i Deus Ex. Nanotekniska augmentationer (eng: augmentations) har ännu inte utvecklats, och de hittills moderna är biomekanisk augmentation. Spelaren tar rollen som Adam Jensen, säkerhetschefen för Sarif Industries, ett ledande bioteknikföretag som specialiserar sig på mänsklig augmentation. Efter en attack mot hans företag lämnas han allvarligt skadad och han tvingas genomgå en augmentationsoperation för att överleva. Spelaren reser till olika platser i spelet: Detroit, Hengsha (en påhittad stad på en ö i Yangtzefloden utanför Shanghai), Montréal, Singapore och Panchea, en anläggning i Norra ishavet. Handlingen erbjuder många olika sidouppdrag. De är alla valfria, men flera av dem lägger till information till den övergripande berättelsen.
Spelet behandlar etiken om transhumanism, och som väcker frågan om huruvida mänsklighetens räckvidd har överträffat sitt grepp. Spelregissören Jean-Francois Dugas sade att "Mänskligheten använder mekaniska augmentationer, men det finns fortfarande mycket som skall fastställas med hänsyn till deras inverkan på samhället och den ultimata riktning den kommer att leda oss i." Den grekiska myten om Daedalus och Icarus framställs i Adam Jensens drömmar som en allegori för denna tanke, och även — med tanke på att både Daedalus och Icarus var namnen på artificiella intelligenser i Deus Ex — som en intellektuell bro till det ursprungliga spelet. Den snabba teknikutvecklingen återspeglas visuellt av ett renässanstema. Karaktärerna i spelet som stöder den mänskliga augmentation-rörelsen klär sig själva och inreder sina hem i senmedeltida italienskt mode, och själva spelet har ett sepia-tonat färgpalett som påminner om historiska handskrifter. Däremot, de karaktärer som motsätter sig eller är av neutral övertygelse mot den mänskliga augmentationsrörelsen bär vanliga kläder. Som var fallet i Deus Ex finns det en hel del stora konspirationsteorier och oerhört mäktiga företag i spelet, och som använder mänsklig augmentation som en manipulationsmetod.

### Handling
I en introsekvens får man se Bob Page som medverkar i en hemlig ljudkonferens med sina medkonspiratörer om Sarif Industries (S.I.) nya upptäckter och sina egna planer för att styra kommande händelser.
I början av spelet förbereder sig säkerhetschefen Adam Jensen och systemingenjören Frank Pritchard på att besöka ett kongressförhör i Washington DC för Sarif Industries VD David Sarif och hans forskargrupp; styrd av huvudansvarige forskaren Megan Reed, Adams före detta flickvän. De ska presentera sina vetenskapliga experiment som kan göra mekaniskt augmenterade människor oberoende av Neuropozyne: ett dyrt läkemedel som förhindrar augmentationsavslag. Sarifs huvudkontor i Detroit, Sarif HQ, blir plötsligt stormad av främmande legosoldater. Adam försöker att avvärja anfallet, men blir allvarligt skadad av legosoldaternas ledare, medan Megan och hennes grupp blir till synes dödade. Adam, som inte kan få en normal läkarbehandling, genomgår några augmentationsprocedurer med Sarifs mest avancerade teknologi. Ett halvår senare återkallas Adam från sin sjukskrivning och får uppdraget att skaffa sensibel teknologi och rädda gisslan från en S.I. produktionsanläggning, ockuperat av anti-augmentationsgruppen Purity First. Inne i anläggningen överraskar Adam en av de beväpnade männen som försöker stjäla teknologin — bara för att se honom tvingas begå ofrivilligt självmord genom fjärrstyrda hjärnimplantationer. Adam konfronterar sedan gruppens ledare, Zeke Sanders, som antingen kan fly, fångas eller dödas. Efter att Jensen hämtar den avlidne mannens nervchip från sin gamla polisstation i Detroit spårar Pritchard hacksignalen till en övergiven fabrik i Highland Park. Där hittar Jensen de legosoldater som stormade Sarif Industries, och som nu vaktar ett fångläger tillhörande FEMA. Han konfronterar och besegrar en av legosoldaterna, Lawrence Barrett, som innan denne också begår självmord berättar för Jensen att han kan följa efter de återstående legosoldaterna i Hengsha utanför Shanghai.
Tillsammans med Sarifs chefspilot, Faridah Malik, reser Adam till Hengsha och uppspårar hackaren Arie van Bruggen — som jagas av Belltower Associates, världens största privata militärföretag, och skyddas av den lokala triadledaren Tong Si Hung. Van Bruggen, som antingen kan få ett vapen för att överleva eller lämnas ensam och dö i ett Belltoweranfall, ledsagar Jensen för att skaffa bevis inne i Tai Yong Medical, som är världsledande inom augmentationsteknik. Jensen infiltrerar anläggningen och finner inspelat bevis på att Sarifs forskare fortfarande är vid liv, och att Eliza Cassan — en berömd nyhetsankare med Picus Network i Montréal — är på något sätt inblandad. Han konfronterar TYM:s VD Zhao Yun Ru, som kan distrahera honom för att komma undan. I Montréal konfronterar Jensen Cassan, som erkänner att hon var den som inaktiverade forskarnas spårningssystem så att dessa kunde kidnappas, och som sedan visar sig vara en avancerad AI-personlighet. Han besegrar en annan legosoldat, Yelena Fedorova, som dukar under för hennes skador. Eliza ledsagar Adam till doktor Isaias Sandoval, en medhjälpare till William Taggart — ledaren för Humanity Front, en mäktig anti-augmentationsorganisation.
Tillbaka i Detroit varnar Sarif Adam för Illuminati, ett hemligt sällskap fast besluten på att styra världens öde. Jensen infiltrerar en Humanity Front samling och hittar Sandovals position, antingen genom att offentligt konfrontera eller i smyg råna Taggart på information. Sandoval, som hittas i ett Purity First-gömställe, erkänner sin inblandning i kidnappningen och ger Jensen ledtråden att hitta forskarna. Han kan övertalas att ge upp sig själv till myndigheterna, begå självmord eller att konfronteras och därefter fångas eller dödas. Jensen återvänder till Sarif HQ och träffar Hugh Darrow, Sarifs pålitliga mentor och augmentationsteknikens fader. Pritchard lokaliserar spårningsystemet för en av forskarna, tar Jensen tillbaka till Hengsha, där han och Malik hamnar i ett bakhåll av Belltower: Malik kan antingen fly eller dödas. Augmenterade människor världen över börjar uppleva smärtsamma glapp och myndigheterna uppmanar alla att ha ett ersättningsnervchip. Jensen kan antingen ha ett ersättningschip från den lokala LIMB-kliniken, eller avvakta. Spårningsystemet leder Jensen till "the Harvesters", ett kinesiskt gäng som lever på stulen augmentationsteknik. Efter att Jensen infiltrerar deras gömställe konfronterar han Tong Si Hung, som just har blivit augmenterad med den nu avlidne vetenskapsmannens arm. Tong ledsagar Jensen till en hamn som hyrs av Belltower. Han instruerar honom att plantera en bomb för att skapa en distraktion, för att sedan stuvas undan på ett fartyg på väg till en okänd destination. Jensen lyckas bomba hamnens lager och gömmer sig i en stasis pod som lastas ombord på fartyget. Några dagar senare vaknar Jensen i en annan stasis pod och återupprättar kontakten med Pritchard i en hemlig forskningsanläggning, Omega Ranch, i Singapore. Han finner de kidnappade S.I. forskarna, som iscensätter en distraktion för att låta honom infiltrera anläggningens hemliga bunker. Här konfronterar han Zhao Yun Ru ännu en gång. Hon försöker att inaktivera hans augmentationer, som lyckas endast om spelaren har valt att ha Jensens nervchip ersatt. Han möter sin angripare, Tyrants befälhavare Jaron Namir, och dödar honom. Adam finner Megan, som berättar för honom att hon blev kidnappad för sin forskning; nyckeln till att göra alla människor kompatibla med augmentationer, som hon hittat i Jensens DNA — och hjälpa Hugh Darrow med att förstöra Illuminatis planer på att använda de nya biochipsen för att styra augmenterade människor.
Ett tag senare visas Darrow på direktsänd TV och sänder en signal som kastar omkull augmenterade människor världen över på ett raseri av hallucinationer och våld. Jensen utrymmer forskarna, och beslagtar en orbital flygmodul för att nå Panchaea, Darrows termo-geologiska anläggning byggd i Arktis för att hejda den globala uppvärmningen. Han konfronterar Darrow, som avslöjar att han vill att mänskligheten ska överge augmentationstekniken han själv uppfunnit, eftersom han tror att den är farlig. Beroende på om Jensen misslyckas eller lyckas tala med Darrow för att hjälpa honom, ger han sig av för att inaktivera Panchaeas superdator och avsluta sändningen. På vägen dit kan han konfrontera Sarif och Taggart, två av Darrows gäster för Panchaeas avtäckning. Jensen tar sig ner till anläggningens undernivå och hittar Hyron Project — en superdator som använder modifierade människor som processorer. Han konfronterar Zhao Yun Ru på nytt, som vill ansluta sig till superdatorn och modifiera signalen i förmån för Illuminati. Anslutningen misslyckas och hon angriper Jensen, då hon själv blir en slav till systemet. Efter att Jensen förintar maskinen, vilket dödar Zhao, går han in i systemets kärna där han möts av Eliza. Hon ger Jenson olika alternativ på att förändra signalen: sända Darrows inspelade bekännelse för att varna allmänheten om farorna med augmentationstekniken; ändra bekännelsen enligt Sarifs förslag och rikta skulden på Humanity Front; förfalska signalen enligt Taggarts förslag och skylla kaoset på förorenat Neuropozyne och därigenom uppmana allmänheten att sätta restriktioner för augmentationsteknik; eller inaktivera anläggningens säkerhetssystem för att implodera den i havet, vilket dödar samtliga människor i anläggningen — vilket gör att allmänheten blir omedvetna om någon sanning, fria att fatta sina egna beslut. När Adam gör sitt val visas en epilog där Adam återspeglar hans upplevelser och rädslor, eller förhoppningar, för framtiden.
I en eftertextsscen som förebådar händelserna i Deus Ex hörs Bob Page prata med Morgan Everett om att använda de återstående "spillrorna" av Hyron Project för något som de kan använda i "Morpheus Initiative". Han ger sedan Megan Reed audiens och de diskuterar hennes framtida tjänst och arbete med "the nanite virus chimera".

### Karaktärer
| Namn                      | Biografi | Röst av           |
| ------------------------- | --- | ----------------- |
| Adam Jensen               | Spelets huvudperson. Adam var en SWAT-befälhavare i Detroits polisdepartement, men hans karriär tog slut när han vägrade att följa en tveksam order. Därefter blev Adam säkerhetschef för Sarif Industries, och får uppdraget att beskydda dess forskare som har gjort banbrytande teknologiska genombrott. Plötsligt blir Sarif Industries angripen av en främmande legosoldatsgrupp, som kidnappar forskarna och som lämnar Adam allvarligt skadad. Adam genomgår en mekanisk augmentation för att rädda hans liv, och han börjar en obeveklig jakt efter sanningen bakom angreppet. | Elias Toufexis    |
| David Sarif               | Grundaren och VD:n för Sarif Industries. Redan i tidig ålder har David varit intresserad av maskiner. Han är känd för sitt energiska och uppriktiga uppförande, även om han inte har någon motvilja mot att hålla hemligheter vid behov. | Stephen Shellen   |
| Megan Reed                | En av de ledande forskarna i Sarif Industries och Adams för detta flickvän. Dr. Reed anses vara en pionjär inom mänsklig augmentationsteknik. Hennes engagemang för sin forskning, och hennes förtegna uppförande, har gjort det svårt för henne att utveckla varaktiga relationer. | Michelle Boback   |
| Faridah Malik             | Privatpilot för Sarif Industries. Hon transporterar Jensen till olika uppdrag och platser. Det avslöjas senare att hon en gång bodde i Hengsha och att hennes bästa vän där blev mördad. Hon frågar sedan Jensen att hjälpa henne med att stoppa mördaren. | Paula Jean Hixson |
| Francis "Frank" Pritchard | Chef för Sarif Industries IT-säkerhet. Frank har en naiv relation med Jensen, men som ger honom logistiskt stöd under dennes uppdrag. | Andreas Apergis   |
| Jaron Namir               | En israelisk legosoldat och som är befälhavare för legosoldatsgruppen Tyrants. Han är en huvudmedlem av PMC Belltower Associates Incorporated, men han tar sina order från Illuminati. Han är en skoningslös krigare, men också en hängiven make och far, och han har haft många cybernetiska augmentationer för att kompensera sin nedgång i samband med sin hög ålder. | Michael Rudder    |
| Lawrence Barrett          | En före detta marinsoldat som nu är en legosoldat och medlem inom Tyrants. Liksom Namir har han augmenterat sin imponerande fysik med många cybernetiska uppgraderingar. Han mål är att besegra alla hans fiender till underkastelse, och Adam Jensen är hans nästa mål. | Alain Goulem      |
| Yelena Fedorova           | En statylik och tystlåten atletisk kvinna av rysk härkomst. Yelena är en av Tyrants farligaste lönnmördare. Till skillnad från Barrett använder hon smygtekniker stället för styrka. Att vara en av få kvinnor i ett mansdominerat yrke har påverkat hennes världsbild starkt, vilket gör henne försiktig med allt runt omkring henne. | Leni Parker       |
| Eliza Cassan              | En kändis-liknande nyhetsläsare för nätverket Picus TV. Hon avslöjas senare vara en AI programmerad för att kontrollera och censurera information till förmån för Illuminati. Dock visar hon intresse för Jensen och hans verksamhet och stöder honom med att avslöja konspirationen. | Kim Bubbs         |
| Tong Si Hung              | Den mest inflytelserika maffiabossen i Hengsha och är förbunden till stadens triader. Tong äger en nattklubb som heter The Hive. Tong kan hjälpa Jensen hitta hackaren som hjälpte till i anfallet mot Sarif Industries. Senare visar han sig vara ledaren för the Harvesters, ett gäng som sysslar med stulna, andrahandsaugmentationer. | Denis Akiyama     |
| William Taggart           | En psykolog och som är grundaren av Humanity Front. Han blir en ledande motståndsman mot de mänskliga augmentationerna, en orsak som han tog upp efter sin frus mord av en augmententationsmissbrukare. | Bruce Dinsmore    |
| Isaias Sandoval           | Taggarts främste medhjälpare, och som anslöt sig till Humanity Front efter att hans augmenterade bror fick ett raseriutbrott och som lugnades ner av Taggart. | Matt Holland      |
| Hesekiel "Zeke" Sanders   | En tidigare augmenterad soldat och Isaias bror, och som blir ledaren för den radikala anti-augmentationsgruppen Purity First och som leder ett anfall mot en av Sarifs fabriker. | Danny Blanco Hall |
| Zhao Yun Ru               | VD för Tai Yong Medical och medlem av Illuminati. Hennes företag försöker ta kontroll över den globala augmentationsmarknaden. | Jane Luk          |
| Hugh Darrow               | Augmentationsteknikens fader. Han är en Nobelvinnande filantrop och VD för Darrow Industries. För närvarande övervakar han byggandet av Panchaeas installation för att hjälpa till att kontrollera den globala uppvärmningen. Han ses som en hjälte av David Sarif och Megan Reed, dock visas det att han ångrar hans skapande av augementationstekniken och som planerar att avsluta biomodifikationen på ett hotfullt och skrämmande sätt. | Arthur Holden     |
| Bob Page                  | Ägaren av Page Industries och medlem av Illuminati. | Cliff Stephens    |

## Mottagande
| Mottagande                         | Mottagande                             |
| Samlingsbetyg                      | Samlingsbetyg                          |
| Tjänst                             | Betyg                                  |
| ---------------------------------- | -------------------------------------- |
| Gamerankings                       | (PC) 90.19% (PS3) 89.89% (X360) 89.57% |
| Metacritic                         | (PC) 90/100 (PS3) 89/100 (X360) 89/100 |
| Recensionsbetyg                    |                                        |
| Publikation                        | Betyg                                  |
| Eurogamer                          | 9/10                                   |
| Game Informer                      | 8.5/10                                 |
| Gamespot                           | 8.5/10                                 |
| IGN                                | 9.0/10                                 |
| Official PlayStation Magazine (UK) | 10/10                                  |
| PC Gamer UK                        | 94%                                    |
| Gamereactor                        | 8/10                                   |

Spelet har fått mestadels positiva betyg från flera spelkritiker.
Sen den 30 september 2011 hade spelet sålts i 2 180 000 exemplar på samtliga konsoler, varav 800 000 såldes i Nordamerika och 1,38 miljoner i Europa.